# Wiktor Moehlem
Wiktor Moehlem (ur. 3 sierpnia 1898 w Krakowie, zm. 11 maja 1918 pod Kaniowem) – żołnierz Legionów Polskich. Uczestnik I wojny światowej. Kawaler Orderu Virtuti Militari.

## Życiorys
Urodził się w rodzinie Aleksandra i Emilii z d. Kretowicz. Absolwent gimnazjum we Lwowie. Od 9 kwietnia 1914 w Legionach Polskich, żołnierz 9 kompanii 3 pułku piechoty Legionów z którym walczył podczas I wojny światowej. Został ranny w bitwie pod Kostiuchnówką.
Po kryzysie przysięgowym żołnierz II Korpusu Polskiego w składzie 9 kompanii 16 pułku strzelców. Wraz z tym oddziałem walczył podczas bitwy pod Kaniowem.
„Zginął podczas ataku niemieckiego na Potok /bitwa pod Kaniowem/, wraz z kilkoma żołnierzami powstrzymując natarcie liczniejszego nieprzyjaciela, za co otrzymał pośmiertnie Order Virtuti Militari”.
Był kawalerem.

## Ordery i odznaczenia
- Krzyż Srebrny Orderu Wojskowego Virtuti Militari nr 6743[1]
- Krzyż Niepodległości[1]